# Richard N. Frye
Richard Nelson Frye (Birmingham, 10 gennaio 1920 – Boston, 27 marzo 2014) è stato un linguista, filologo e iranista statunitense, di origine svedese.
Specialista dell'Iran classico e dell'Asia centrale, Frye divenne Professore Emerito dell'Università di Harvard, dopo una vita di studi, ricerche e insegnamento nel campo soprattutto della filologia iranica e della storia dell'Iran e dell'Asia centrale antica e tardo-antica.

## Biografia
Nato a Birmingham (Alabama) in una famiglia di emigranti svedese ("Freij"), con tre fratelli, si è sposato in seconde nozze con un'universitaria assiriologa, la dott.ssa Eden Naby originaria di Orumieh, che insegnava nella Columbia University. Parlava correntemente russo, tedesco, arabo, persiano, francese, italiano, pashto, uzbeco e turco, oltre ad avere una conoscenza adeguata dell'avestico (antico-persiano), del pahlavi (medio-persiano) e del sogdiano e di altre lingue e dialetti dell'Asia centrale, estinti o viventi.

### Carriera
Frye frequentò dapprima corsi universitari all'Università dell'Illinois, dove conseguì un BA nel 1939. Ricevette il MA nell'Università di Harvard nel 1940 e un PhD sempre ad Harvard nel 1946, in Storia dell'Asia.
Lavorò per l'OSS durante la Seconda guerra mondiale. Era di stanza in Afghanistan e viaggiò molto nel Vicino Oriente, in Asia centrale e nell'Asia meridionale.

Tornò ad Harvard come docente e fu membro della Facoltà di Harvard dal 1948 al 1990. Concluse la sua carriera accademica come Professore Emerito ad Harvard, dove aveva lavorato anche come organizzatore, recandosi come visiting professor nelle seguenti istituzioni:
- Habibiya College a Kabul (1942-44)
- Università Johann Wolfgang Goethe a Francoforte sul Meno (1959-60)
- Università di Amburgo (1968-69)
- Università Pahlavi a Shiraz (1970-76)
- Università del Tagikistan (1990-92).

Frye fondò il Centro di Studi del Medio Oriente ad Harvard e istituì il primo programma di studi iranistici negli USA. Fu anche Direttore dell'Asia Institute a Shiraz (1970-1975), fu componente del Consiglio d'amministrazione dell'Università Pahlavi di quella città (1974-78), nonché Presidente del Committee on Inner Asian Studies ad Harvard (1983-89) e direttore del Bulletin of the Asia Institute (1970-1975 e 1987-99).

### Sostenitore della cultura persiana

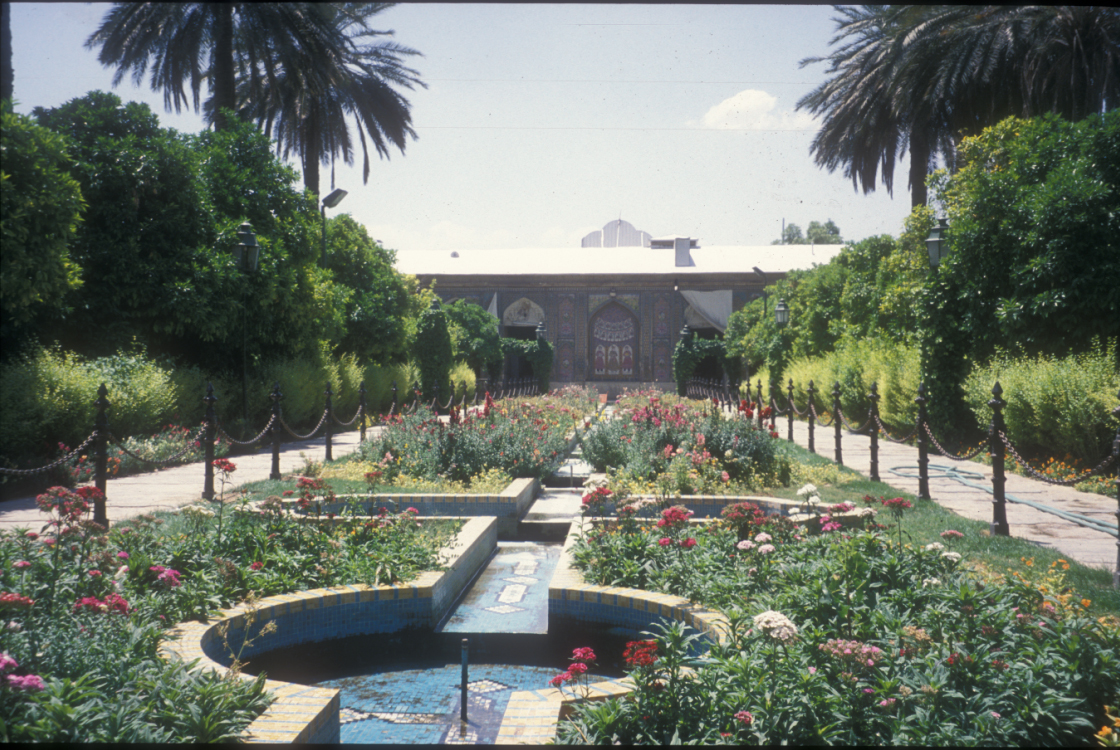
Casa di Ghavam, nel celebre Shiraz University Asia Institute che Frye diresse tra il 1969 e il 1974.

Pensava che la civiltà persiana fosse sottostimata dagli altri musulmani, arabi in particolare. Scrisse:
(R. N. Frye, The Golden Age of Persia, London, Butler & Tanner Ltd., 1989, p. 236)
Gli iraniani risposero con entusiasmo a questo suo giudizio e nell'agosto del 1953, poco prima della caduta del governo di Mossadeq, il grande linguista persiano Ali Akbar Dehkhoda attribuì al suo collega statunitense il titolo onorifico (laqab) di Irandust (cioè "amico dell'Iran").
Una cerimonia ebbe luogo a Tehran il 27 giugno 2004 per rendere omaggio ai suoi sei decenni di lavoro e al suo contributo iranistico, riguardante in special modo la lingua persiana e a storia e la cultura dell'Iran nei vari secoli.
Nel suo testamento, Frye espresse il desiderio di essere sepolto al lato del Zayandeh rud a Isfahan. Due altri iranisti statunitensi, Arthur Upham Pope e Phyllis Ackerman erano già stati lì sepolti.

## Opere
- The Near East and the Great Powers, Harvard University Press, 1951
- Iran, George Allen and Unwin, London, 1960
- The Heritage of Persia: The pre-Islamic History of One of the World's Great Civilizations, World Publishing Company, New York, 1963
- Bukhara: The Medieval Achievement, University of Oklahoma Press, 1965
- The Histories of Nishapur, Harvard University Press, 1965
- Corpus Inscriptionum Iranicarum, vol. III, Dura-Europos, London, 1968
- Persia (IIIª ediz.) Allen and Unwin, London, 1969
- The United States and Turkey and Iran, Archon Books, 1971
- Sasanian Remains from Qasr-i Abu Nasr. Seals, Sealings, and Coins, Harvard University Press, 1973
- Neue Methodologie in der Iranistik, Wiesbaden, 1974
- The Golden Age Of Persia: The Arabs in the East, Weidenfeld & Nicolson, London, 1993
- The heritage of Central Asia from antiquity to the Turkish expansion Markus Wiener, Princeton, 1996
- "Notes on the Early Coinage of Transoxania; Numismatic Notes, 113", American Numismatic Association, New York
- Greater Iran, Mazda Publishers, 2005, ISBN 1-56859-177-2
- Ibn Fadlan's Journey To Russia, 2005, Markus Wiener Publishe ISBN 1-55876-366-X